# Dextrogaster
Dextrogaster is een monoytypisch geslacht uit de familie Corellidae en de orde Phlebobranchia uit de klasse der zakpijpen (Ascidiacea).

## Soorten
- Dextrogaster suecica Monniot F., 1962